# Grumman Gulfstream I
Dimensions
Le Grumman G-159 ou Gulfstream I est un avion d'affaires bimoteur turbopropulsé. L'US Navy et les US Coast Guards en possèdent quelques-uns sous la désignation C-4.

## Histoire
Dans les années 1950, de très nombreux Douglas DC-3 sont  utilisés comme avions d'affaires. Ces appareils à la robustesse légendaire ont cependant leurs limites : ils étaient lents et bruyants, leur cabine n'est pas pressurisée. La société Grumman, principalement connue pour ses avions militaires destinés à l'aéronavale, lance des études pour un appareil dédié à l'usage des entreprises, avec une cabine de taille équivalente à celle du DC-3 (dont elle utilisait elle-même deux exemplaires), mais propulsé par des turbines, et offrant donc des performances et un confort très supérieurs. Il est envisagé un temps de modifier le Grumman C-1 Trader pour un usage civil (et en remplaçant ses moteurs par des turbopropulseurs), mais rapidement ce projet se montre inadapté (trop petit, autonomie trop limitée) et un avion entièrement nouveau est conçu. Le prototype fait son premier vol pendant l'été 1959.

## Caractéristiques
Le G-I est un bimoteur à aile basse. Il est propulsé par deux Rolls-Royce Dart Mk.529 de 2 200 CV chacun, presque identiques à ceux du (quadrimoteur) Vickers Viscount, le premier avion de ligne à turbopropulseurs.

## Utilisateurs
Bien que conçu comme avion d'affaires, le G-I a aussi trouvé des utilisations militaires, et a été utilisé comme petit avion de ligne.
Comme avion d'affaires, il est utilisé par de nombreuses entreprises, dont : 
- Le groupe Disney,
- Les compagnies pétrolières Humble Oil, Forest Oil et Sinclair Oil,
- Le sous-traitant pétrolier Schlumberger,
- Le groupe pharmaceutique Pfizer,
- Le géant du tabac Philip Morris,
- Le groupe sidérurgique U.S. Steel.

Deux versions ont été employées par les forces armées américaines :  
- Le TC-4 Academe (9 exemplaires) est un avion d'entrainement, utilisé par l'US Navy et le Marine Corp, reprenant le radar et l'avionique du Grumman A-6 Intruder : il servait à l'entrainement des équipages de cet avion[4].
- Le VC-4A (avion unique) est un appareil de transport de personnalité pour l'United States Coast Guard[5].